# Puce d'oreille

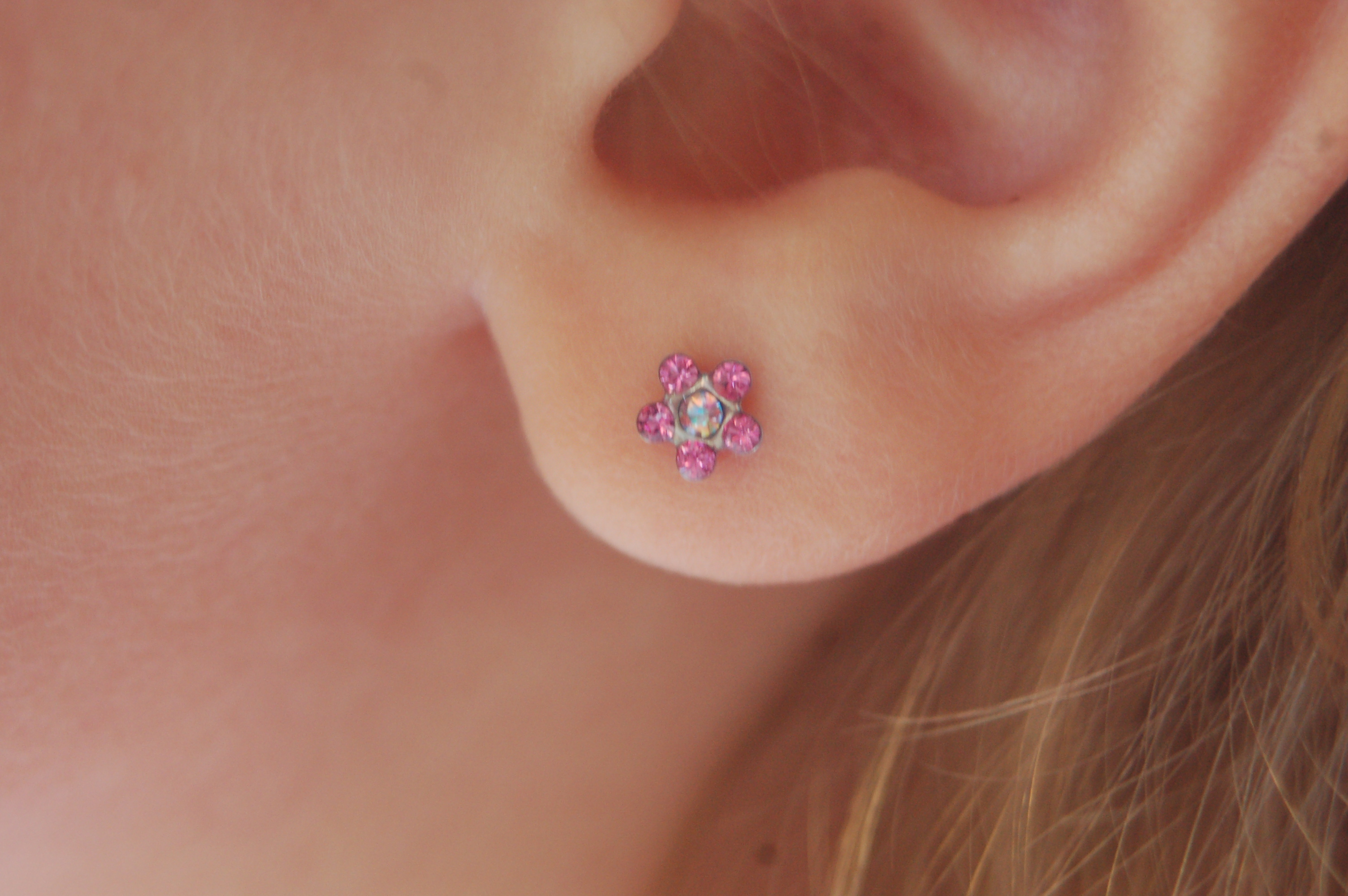
Une puce d'oreille

Une puce (ou clou) d'oreille est un type de boucle d'oreille. Légère et minimaliste, la puce d'oreille est caractérisée par son attache dissimulée derrière le lobe, créant l'illusion que le bijou flotte librement sur l'oreille. Appréciées pour leur élégance et leur confort, les puces d’oreille sont de nos jours très courantes.

## Histoire
Très populaires depuis plusieurs dizaines d’années, les puces d’oreille sont apparues plus tardivement que la plupart des autres types de boucles d’oreille. En effet, si des modèles proches semblent avoir existé chez les Étrusques avant l’avènement de l’Empire Romain, la puce d’oreille prend sa forme contemporaine seulement dans les années 1920. A cette époque, la mode des coiffures relevées découvrant les oreilles favorise l'essor de ces boucles d'oreille discrètes.

## Caractéristiques
Conçues pour les oreilles percées, les puces d’oreille sont composées d'une tige traversant le lobe d'oreille, d'un fermoir et d'un élément décoratif. La partie ornementale, visible à la surface du lobe, est généralement constituée d'une ou plusieurs petites pierres, d'une perle ou d'un motif métallique,. La tige de fixation mesure typiquement 0,8 millimètres de diamètre pour 6 à 8 millimètres de longueur. Chaque boucle excède rarement quelque grammes. 
Les puces se distinguent des autres types de boucle d'oreille notamment par leur mode de fixation et par leur taille. Leur compacité et leur légèreté les rendent particulièrement confortables à porter. Cela en fait un choix populaire pour un usage quotidien ou pour les occasions où le confort est une priorité, notamment les activités sportives. Pour ces raisons, les puces d'oreille sont également très souvent utilisées comme premières boucles d'oreille lors du perçage des oreilles.

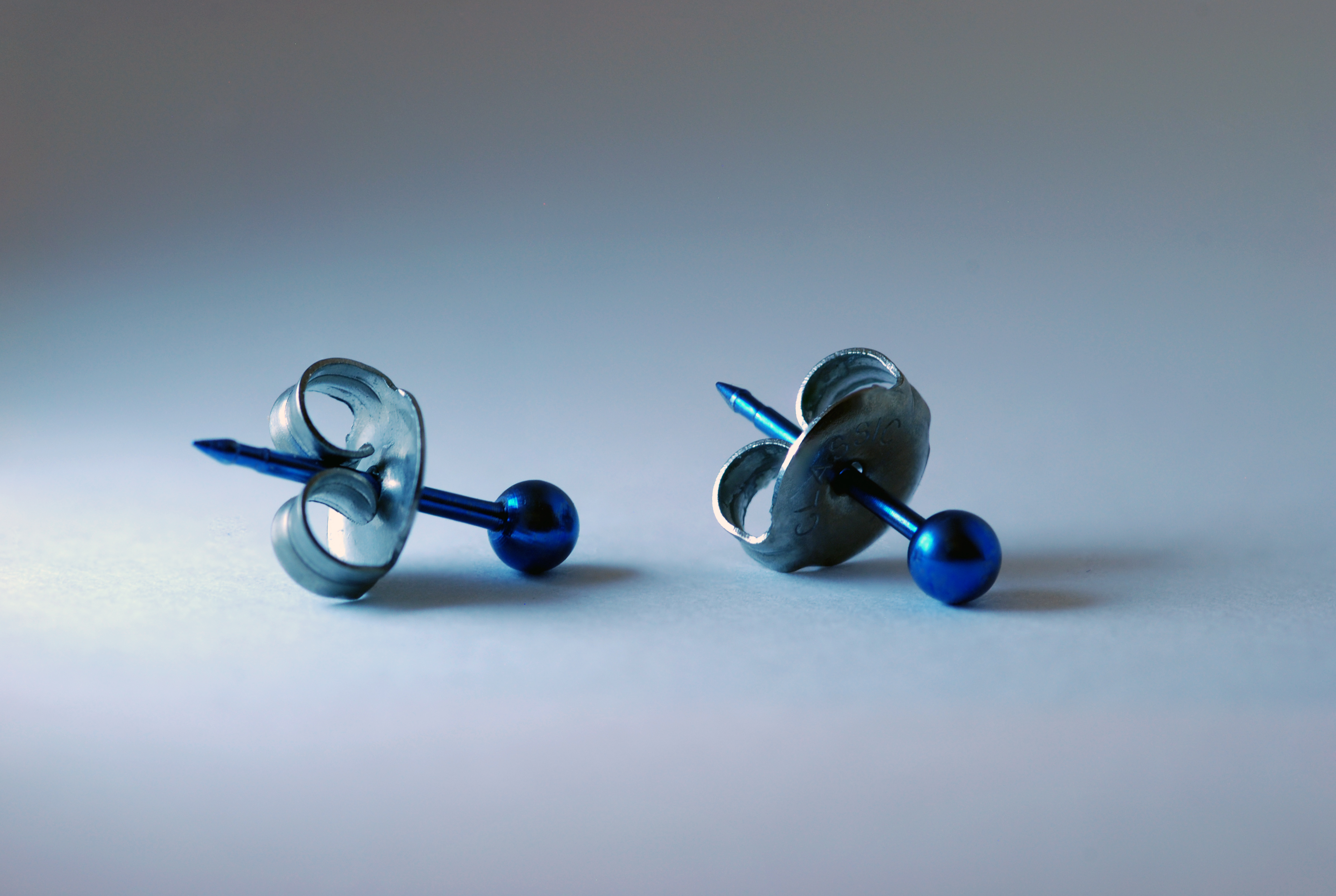
Une paire de puces d'oreille.
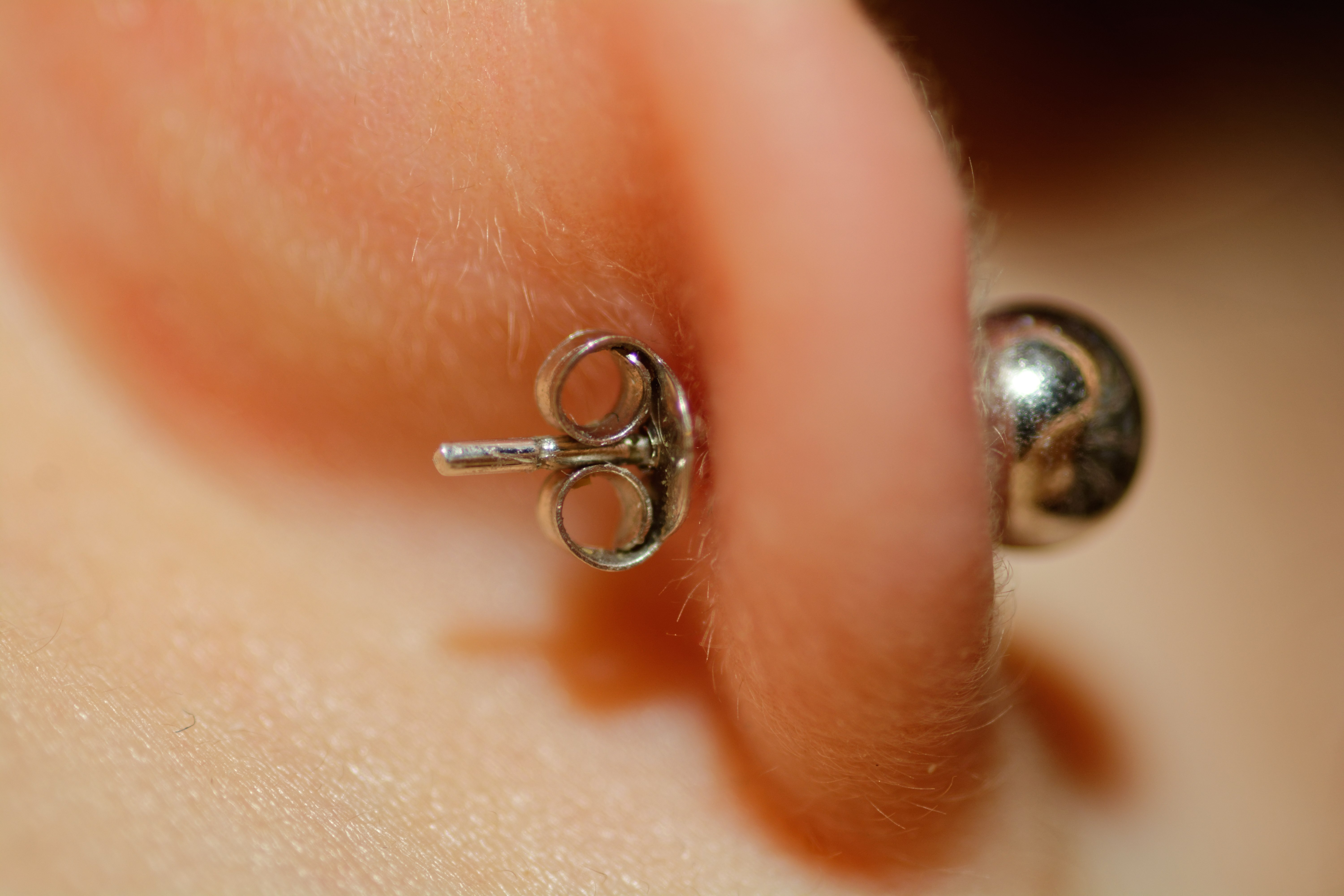
Détail d'une puce d'oreille. Le fermoir papillon est visible à l'arrière du lobe.

## Fermoirs compatibles
En fonction des modèles, les puces d'oreille peuvent être associées à différents types de fermoirs,.
- Les fermoirs à friction reposent sur un principe de frottement entre le fermoir et la tige. Généralement appelés poussette ou papillon, ces fermoirs sont les plus courants.
- Les fermoirs à vis reposent sur le principe du boulon. La tige est filetée et le fermoir joue le rôle d'écrou. Particulièrement sécurisés, ils sont fréquemment conseillée pour les jeunes enfants.
- Les fermoirs à crans (aussi nommés fermoirs Alpa ou Guardian en référence à des fabricants) présentent une ou deux encoches dans la tige métallique. Le fermoir, muni d'un mécanisme, vient se verrouiller dans ces encoches. Ces fermoirs, plus cher et plus sécurisés, sont généralement associés à des boucles d'oreille de grande valeur.